# شجاع بن مخلد
أبو الفضل شجاع بن مخلد، البغوي، من أئمة الحديث وهو ثقة، سكن بغداد.

## روايته للحديث
- حدث عن: هشيم، وإسماعيل بن عليّة، وسفيان بن عيينة، وعبدة ابن سليمان، ووكيع، ومروان بن معاوية، وأبي عاصم النبيل.
- روى عنه: مُحَمَّد بْن عبيد اللَّه المنادي، وإبراهيم بن إسحاق الحربي، وموسى بن هارون، وأحمد بن الحسن ابن عبد الجبار الصوفي، وحامد بن محمد بن شعيب البلخي، وَعَبْد اللَّهِ بْن مُحَمَّد البغوي.
- الجرح والتعديل: قال أبو جعفر العقيلي: وهم في حديث واحد رفعه وهو موقوف. قال أبو حفص عمر بن شاهين: ثقة. قال أبو زرعة الرازي: ثقة. قال أحمد بن حنبل: ثقة، صحيح الكتاب. قال إبراهيم بن إسحاق الحربي: لم نكتب ها هنا عن أحد خير منه. قال ابن حجر العسقلاني: صدوق وهم في حديث واحد رفعه وهو موقوف فذكره بسببه العقيلي. قال الحسين بن الفهم البغدادي: ثقة، ثبت. قال الذهبي: حجة خير. قال صالح بن محمد جزرة: صدوق. قال عبد الباقي بن قانع البغدادي: ثقة. وقال مصنفوا تحرير تقريب التهذيب: ثقة، ولم نقف على ترجمته في ضعفاء العقيلي. وقال يحيى بن معين: ليس به بأس، ثقة.